# 日本脚本家連盟
協同組合日本脚本家連盟（にほんきゃくほんかれんめい、略称: 日脚連、英: Writers Guild of Japan）は、日本で活動する脚本家の大多数が加入する日本最大の脚本家団体である事業協同組合。

## 概要
脚本家の社会生活擁護、経済的地位の向上を図る目的で協同組合として1966年に設立された。2014年の組合員数は約1500名、著作権信託者は約2100名で、脚本著作権の二次使用許諾（主として放送用脚本の管理）、福利厚生、教育事業などを行っている。

## 活動
著作権擁護
最低脚本料を定めると共に、脚本料の値上げ交渉を行う場合がある。脚本家から公衆送信権・上映権・複製権・頒布権等の信託、出版権・上演権については代理委任を受け使用許諾を与えている。放送局、映画会社、番組制作プロダクション、有線送信事業者、レンタルビデオ店等10,000件を超える契約先から徴収した使用料を分配している。
福利厚生
個人事業主である脚本家に対し、健康保険・損害保険・生命保険・共済制度などへの加入手続き・紹介及び管理のほか、健康診断・慶弔金や連盟員年金の支給・各種相談なども行っている。
教育事業
「日本脚本家連盟スクール」を運営し、連盟員が講師となり新人脚本家を養成している。脚本家、放送作家、作詞家、フリーライター養成の各教室が開かれ、幅広い著述家の養成が行われている。同スクールでは、通信教育も行われている。
その他
『脚本家ニュース』『脚本家年鑑』の発行。斡旋・紹介業務など。

## 沿革
- 1966年3月1日 - 設立
- 1970年 - 新人作家養成のため、教育事業を開始
- 1974年4月1日 - 脚本に関する仲介業務団体として文化庁が認可。脚本の著作権管理団体としての活動を開始
- 1987年 - 著作権協会国際連合（CISAC）に加盟
- 2001年10月 - 著作権等管理事業法改正に伴い、著作権等管理事業者として届出